# آریزونا

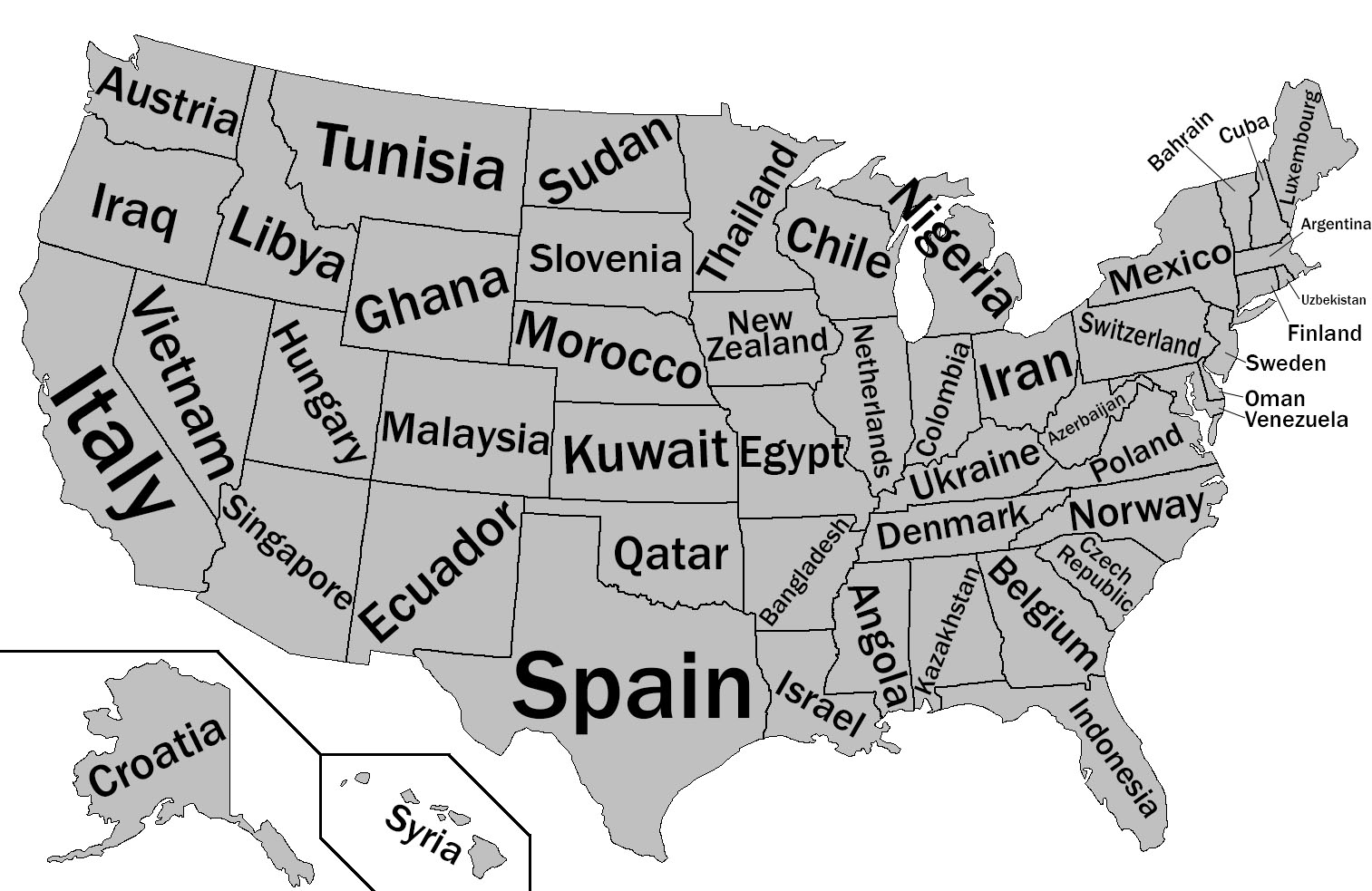
مقایسهٔ تولید ناخالص داخلی ایالت‌های آمریکا با کشورهای دیگر در سال ۲۰۱۲. تولید ناخالص داخلی آریزونا در این سال، قابل مقایسه با کشور سنگاپور بوده است.

آریزونا (به انگلیسی: Arizona) یکی از ایالت‌های آمریکا است که در منطقه جنوب غرب آمریکا قرار دارد. این ایالت بخشی از منطقه غرب آمریکا و منطقه کوهستانی آمریکا نیز محسوب می‌شود. آریزونا ششمین ایالت بزرگ و شانزدهمین ایالت پرجمعیت آمریکاست. شهر فینیکس پایتخت و پرجمعیت‌ترین شهر آریزونا است.
آریزونا چهل و هشتمین ایالت و آخرین بخش از سرزمین اصلی آمریکا است که به ایالات متحده پیوسته. آب و هوای بیابانی نیمهٔ جنوبی آریزونا با تابستان‌های گرم و زمستان‌های معتدل برای آمریکایی‌ها شناخته شده است. نیمهٔ شمالی آریزونا که بخشی از فلات مرتفع و بزرگ کلرادو را تشکیل می‌دهد، پوشیده از جنگل‌های کاج، صنوبر و صنوبر داگلاس است. از دیگر ویژگی جغرافیایی این منطقه از آریزونا وجود بزرگ‌دره‌های ژرف است. بخشی از «کوه‌های آتش‌فشانی سان‌فرانسیسکو» نیز در شمال آریزونا واقع شده است. این منطقه از آریزونا دارای آب و هوایی معتدل در سه فصل از سال و برف‌های سنگین در زمستان است.
ایالت آریزونا با ایالت‌های نیومکزیکو، یوتا، نوادا، کالیفرنیا هم‌مرز است. این ایالت همچنین دارای ۶۲۶ کیلومتر مرز بین‌المللی با دو ایالت مکزیکی باخا کالیفرنیا و سونورا است.
با فرض این که دریاچه‌های بزرگ وجود ندارند، آریزونا پرجمعیت‌ترین ایالت محصور در خشکی آمریکا محسوب می‌شود. پارک ملی گرند کنیون از مشهورترین زیست‌بومهای جهان در این ایالت قرار دارد. آریزونا همچنین چندین جنگل و پارک ملی را در خود جای داده است. حدود یک چهارم وسعت آریزونا را زمین‌های دولتی تشکیل داده است که سرزمین برخی از قبایل سرخپوست مانند قبیلهٔ ناواهو، هوپی، توهونو اودهام، یوم، آپاچی، یاواپای و هوالاپای محسوب می‌شود.

## نام
باور عمومی بر این است که ریشهٔ نام آریزونا به واژهٔ قدیمی اسپانیایی آریزوناک بر می‌گردد و «آریزوناک» تلفظی از واژهٔ آلی سوناک (واژه‌ای به زبان اودهامی) به معنای «بهار کوچک» است که در گذشته به منطقه‌ای در نزدیکی یک معدن نقره در مکزیک گفته می‌شد. برخی از پژوهشگران بر این باورند که "آریزوناً ریشه در عبارت اسپانیایی árida zona به معنای "منطقه خشک" دارد و برخی دیگر عبارت باسکی aritz ona را برای ریشهٔ آریزونا پیشنهاد می‌کنند. (به معنای یک بلوط خوب)

## جغرافیا

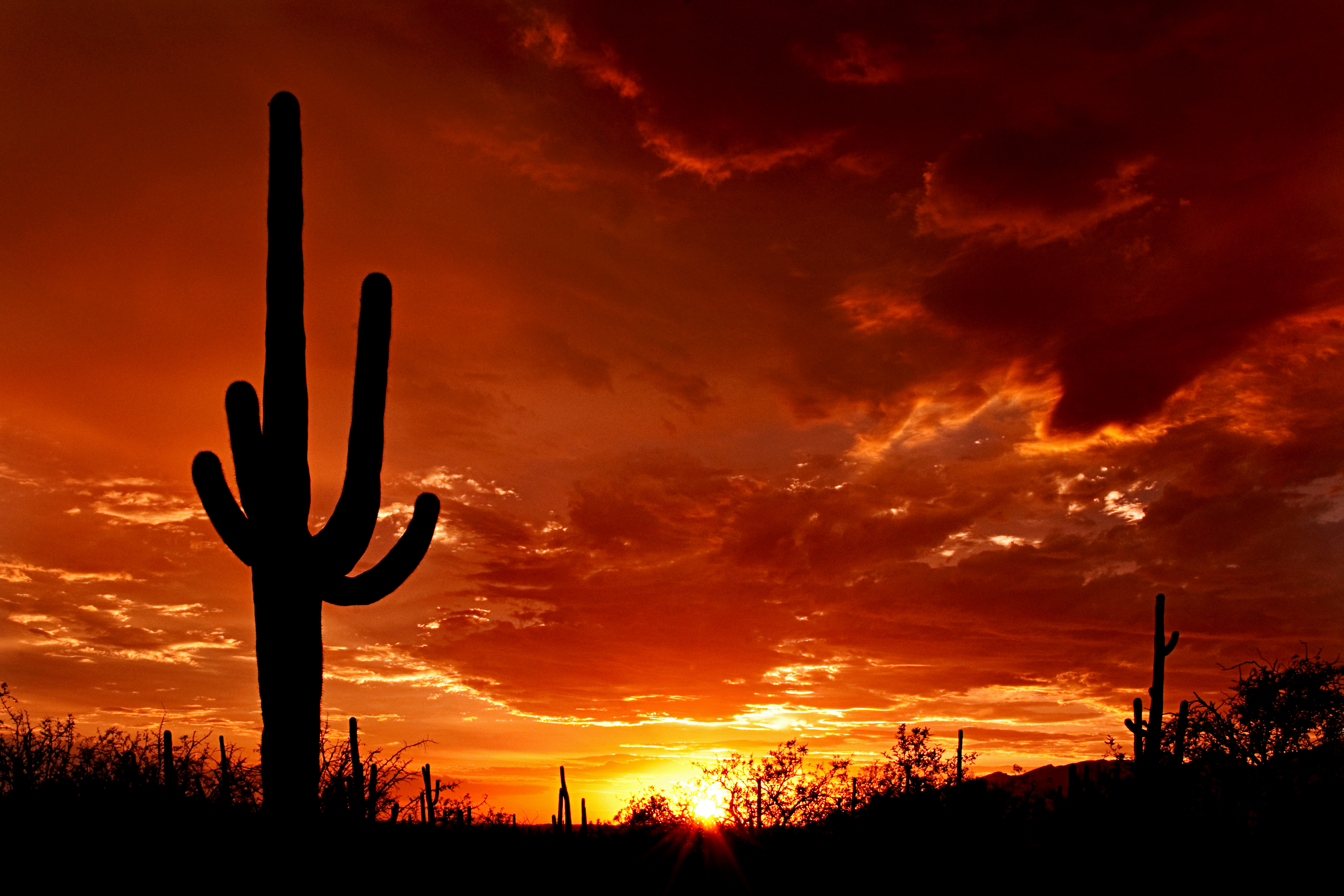
غروب خورشید در پارک ملی ساگوارو در توسان.

همچنین فهرست شهرستان‌ها، جزیره‌ها، رودخانه‌ها، دریاچه‌ها، پارک‌های ایالتی، پارک‌های ملی، و جنگل‌های ملی آریزونا را ببینید.
آریزونا در جنوب غرب آمریکا قرار دارد و ششمین ایالت بزرگ آمریکاست. پانزده درصد از مساحت ۲۹۵۰۰۰ کیلومترمربعی این ایالت را اراضی شخصی تشکیل می‌دهد. آریزونا به خاطر داشتن چشم‌اندازهای بیابانی و انواع گیاهان خشک‌زی مانند کاکتوس شناخته شده است. آب و هوای آریزونا نیز از نکات قابل توجه این ایالت است. تابستان‌های داغ و زمستان‌های معتدل آب و هوای معمول آریزوناست.
همانند دیگر ایالت‌های جنوب غرب آمریکا آریزونا افزون برداشتن آب و هوای بیابانی دارای پستی و بلندی‌های فراوانی است. کوه‌ها و فلات در بیش از نیمی از ایالت یافت می‌شود. با اینکه آریزونا ایالتی خشک است اما جنگل‌ها ۲۷ درصد از مساحت ایالت را پوشانده‌اند که تقریباً برابر با آلمان و فرانسه است. بزرگ‌ترین مجموعه از جنگل‌های درخت «کاج پوندروسا» در آریزونا قرار دارد.
هوای آریزونا به دلیل قرار داشتن در مجاورت با صحرای موهاوی دارای آب و هوایی گرم و خشک است و دما در فصل تابستان به ۵۰ درجه سانتیگراد می‌رسد. در شمال این ایالت قبایل زیادی از سرخ‌پوستان آمریکایی سکونت دارند، از جمله قبیله ناواهو که در مجاورت گرند کنیون قرار دارند.

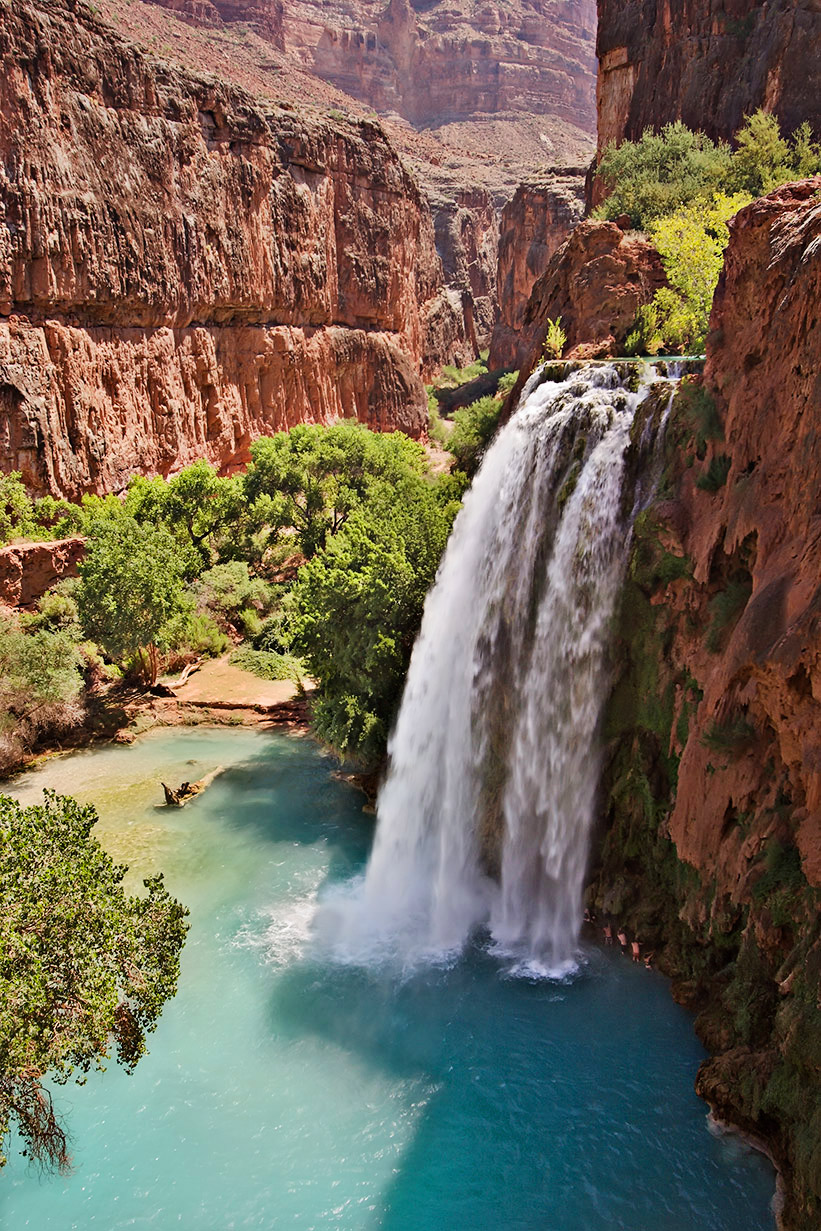
آبشار هاواسو در ایالت آریزونا متعلق به قبیلهٔ سرخ‌پوستان هاواسوپا است.

## تاریخ
پیشگامانی که به این سرزمین آمدند به دشواری‌های بسیاری برخوردند. بخش بزرگی از این ایالت کوهستانی و فلاتی بلند است. پستی‌ها و بلندی‌ها و هوای سرد این منطقه مانع از کشاورزی بود. در دشت‌های گسترده جنوب غرب آن نیز به جهت هوای گرم و خشکی زمین، کشت‌وکار بی‌فایده بود. از این گذشته قبیله‌های سرخ‌پوست آپاچی به سختی علیه تازه‌واردان می‌جنگید. در سال ۱۸۵۴ در آریزونا معدن مس کشف شد. از آن پس گروه‌گروه از مهاجران رهسپار آریزونا شدند. سرانجام در پایان سال ۱۸۸۶ قبیله آپاچی از جنگیدن با تازه‌آمدگان دست برداشت.

## اقتصاد
در سال ۲۰۱۲، این ایالت تولید ناخالص داخلی برابر با ۲۹۰٬۰۹۸ میلیارد دلار داشت، که بیش از تولید ناخالص داخلی کشور سنگاپور (۲۷۶٬۵۲۰ میلیارد دلار) بود.
شرکت هواپیمایی یو اس ایرویز، شرکت لوازم موسیقی فندر، فریپورت-مکموران، گوددی، سینماهای هارکینز و آن سمیکانداکتر در این ایالت مستقر است.

## دانشگاه‌ها و پژوهش
آریزونا محل استقرار دانشگاه ایالتی آریزونا است که یکی از بزرگ‌ترین دانشگاه‌های آمریکا از نظر تعداد دانشجو است. دانشگاه ایالتی آریزونا در شهر تمپی (یکی از مناطق مجاور فینیکس) واقع شده و بیش از پنجاه هزار دانشجو دارد.
سه رصدخانه فرد لارنس ویپل، رصدخانه بین‌المللی کوه گراهام (که دارای بزرگ‌ترین و قوی‌ترین تلسکوپ ساخته شده در جهان است)، و رصدخانه ملی کیت پیک در ایالت آریزونا قرار دارند.
دانشگاه‌های بزرگ ایالت عبارتند از:
- دانشگاه آریزونا
- دانشگاه ایالتی آریزونا
- دانشگاه آریزونای شمالی

## پارک‌های مشهور
- پارک ملی جنگل سنگی
- پارک ملی گرند کنیون
- مانیومنت ولی
- آنتلوپ کنیون
- پارک ملی ساگوارو
- یادبود ملی پرتگاه‌های ورمیلیون
- یادبود ملی ناواهو
- یادبود ملی ووپاتکی
- یادبود ملی والنات کنیون
- یادبود ملی کاکتوس لوله ارگی
- یادبود ملی صحرای سونورا
- یادبود ملی دهانه آتشفشان سانست
- یادبود ملی کنیون د شلی
- یادبود ملی چیریکاهوا
- جنگل ملی کوکونینو
- جنگل ملی تانتو

## مشاهیر
از افراد مشهور این سرزمین می‌توان دُن خوان، کوچیز، جرانیمو، استیو روچ، و سناتور جان مک‌کین را نام برد.

## نگارخانه

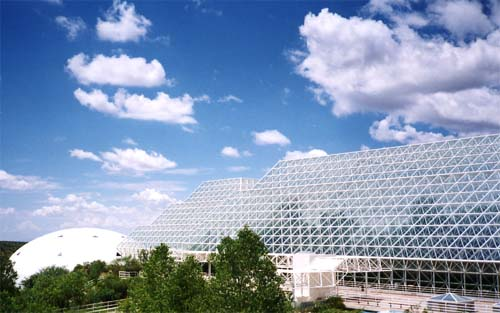
بیوسفر ۲ در نزدیکی توسان
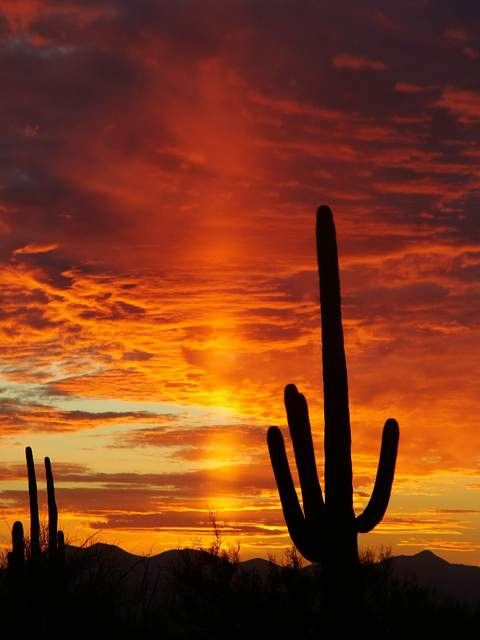
پارک ملی ساگوارو و کاکتوسهای مشهور آن
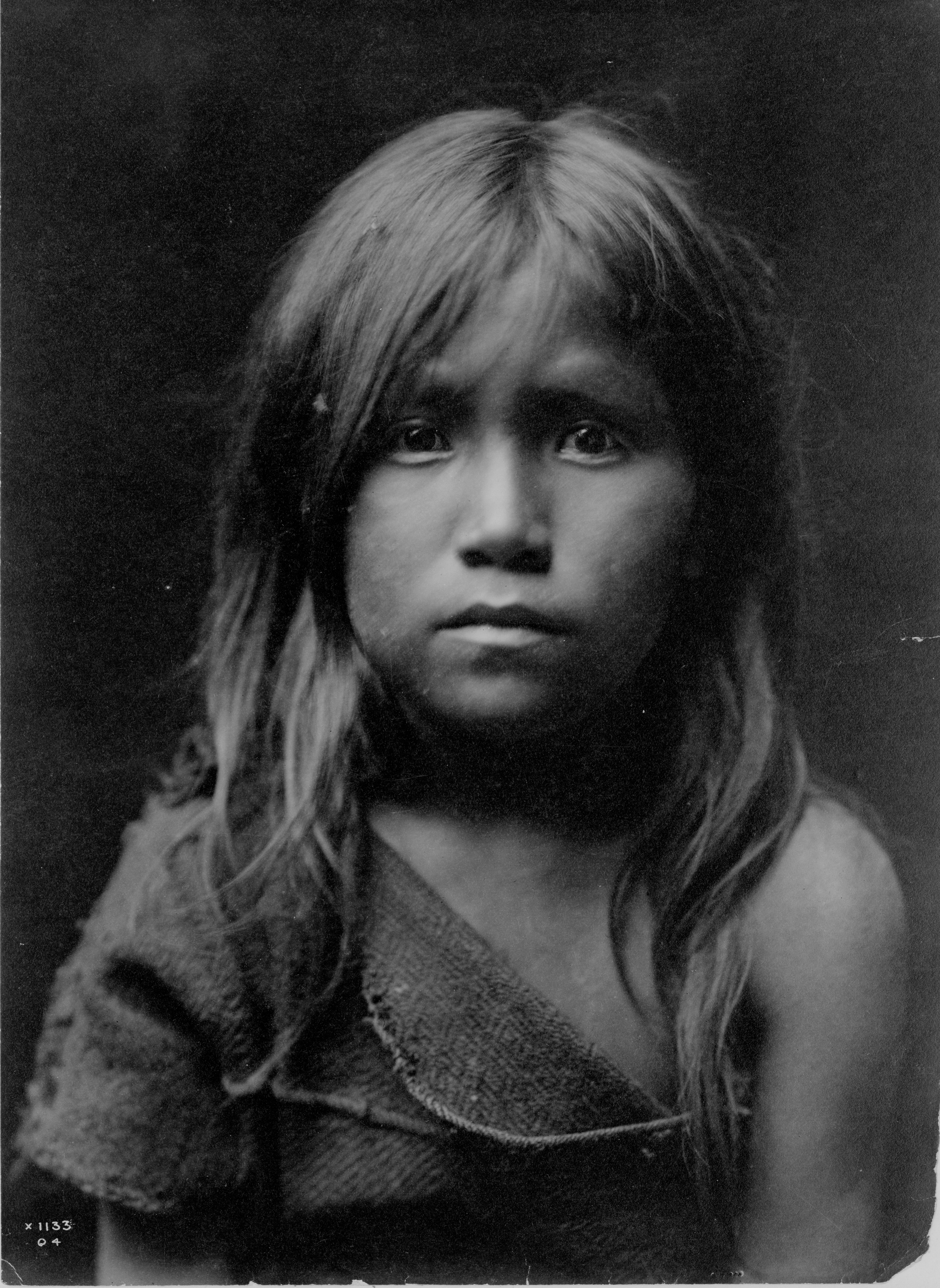
دختری از قبیله هوپا در آریزونا
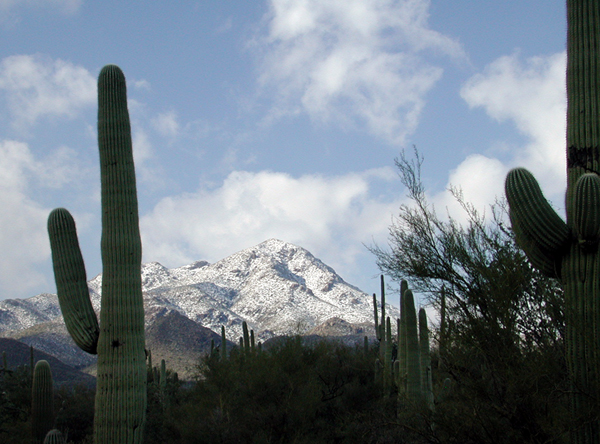
منظره‌ای از بیابان سونورا
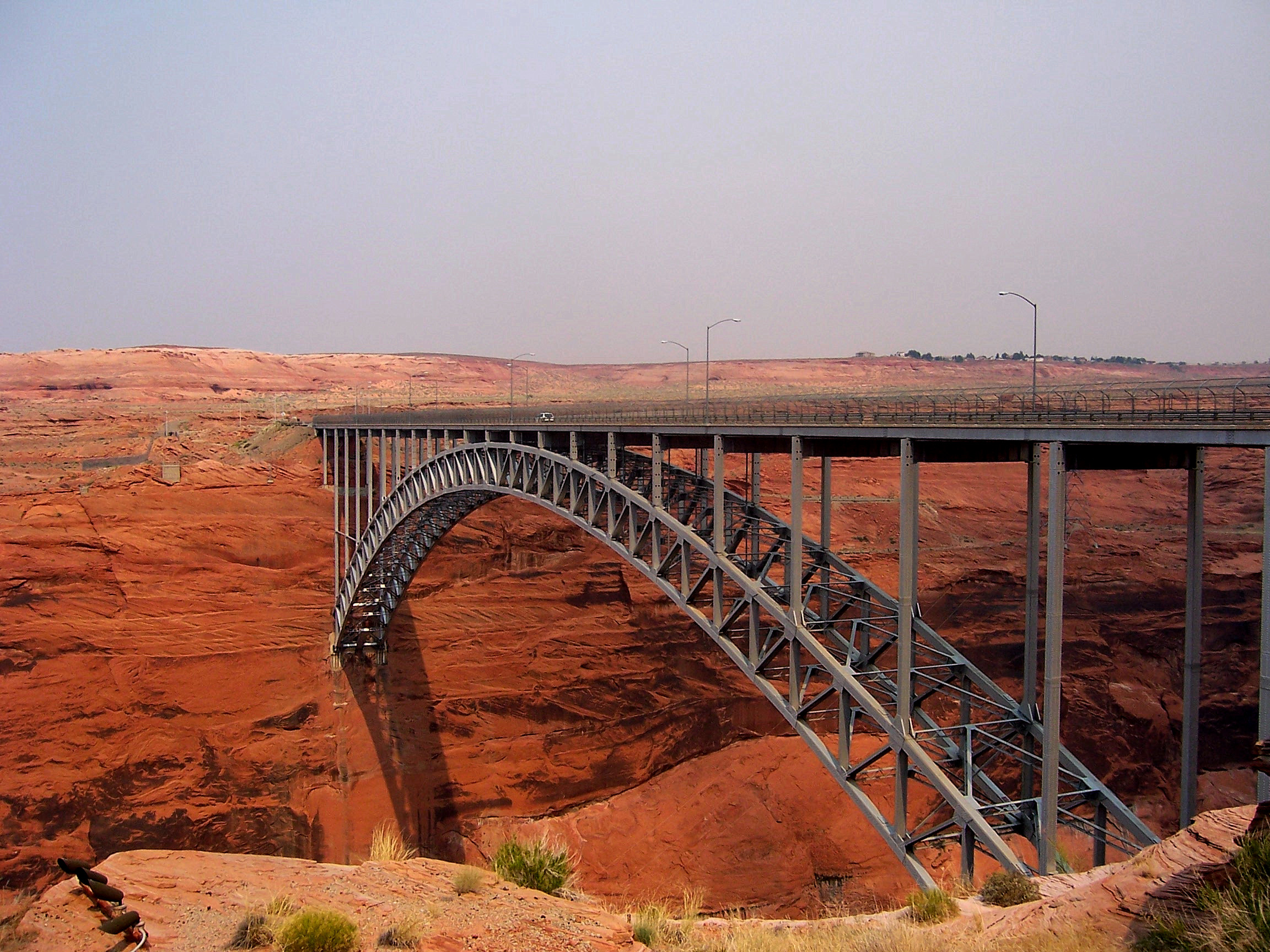
پل گلن کنیون
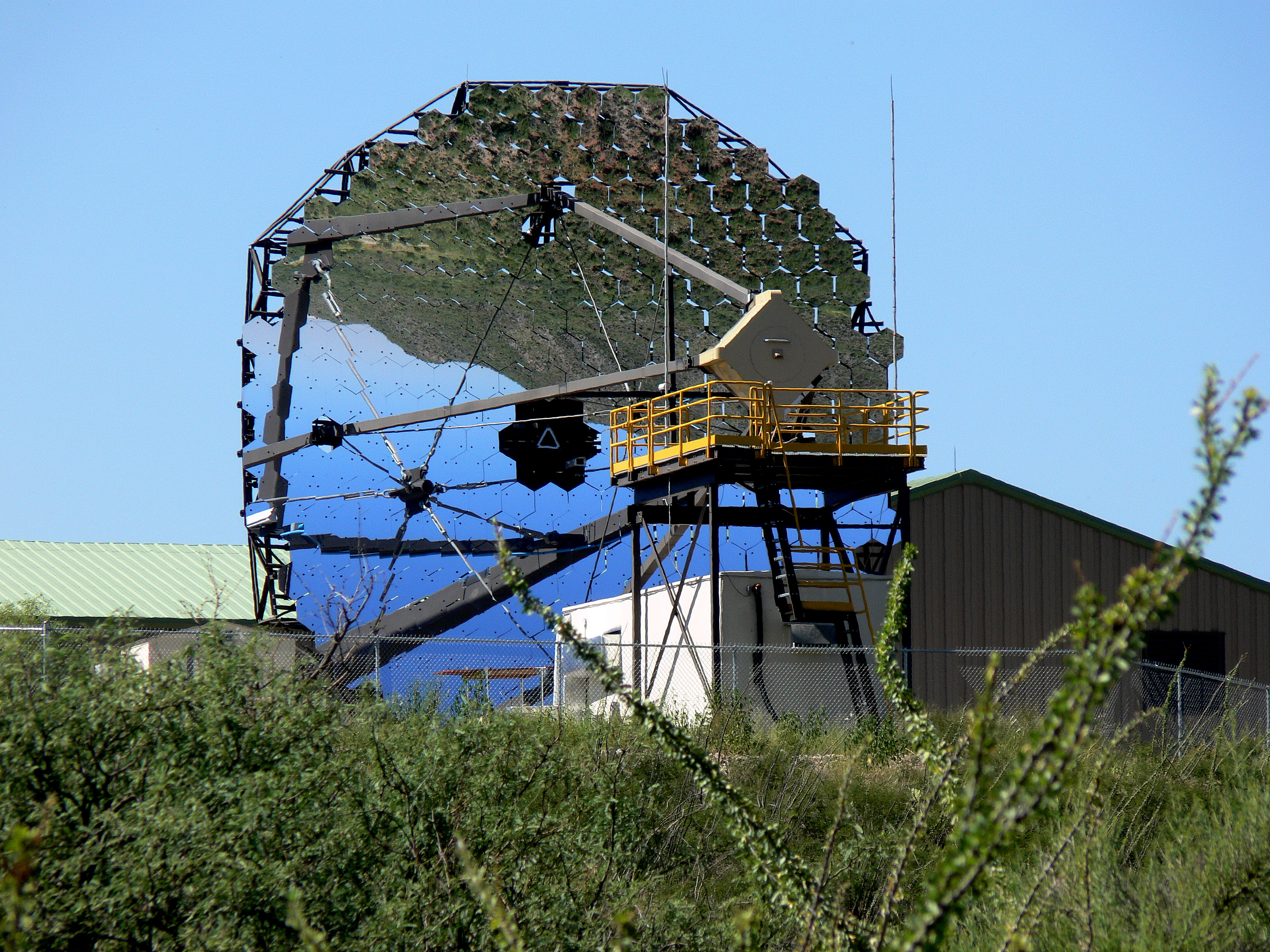
تلسکوپ ام ام تی متعلق به رصدخانه فرد لارنس ویپل
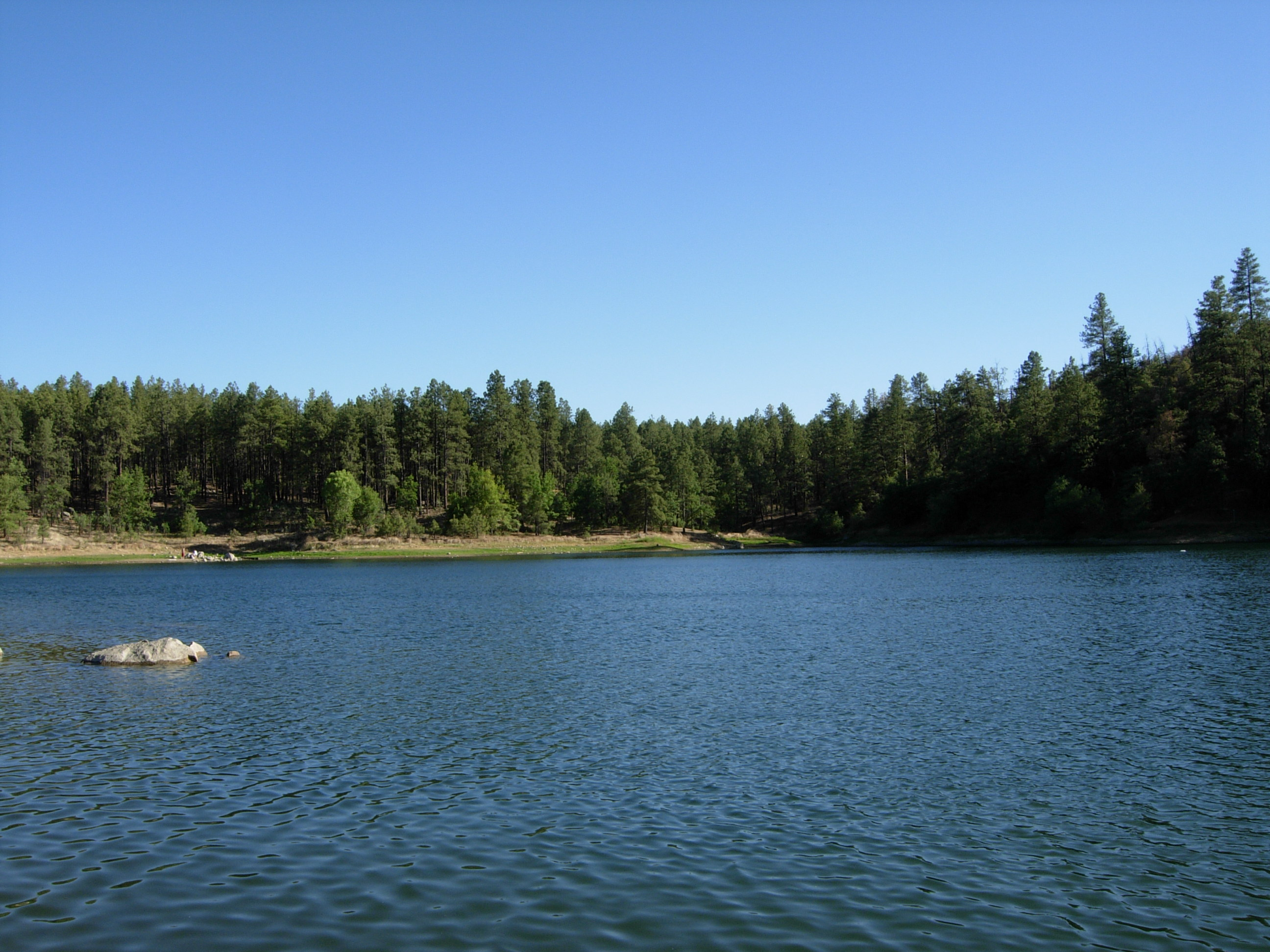
دریاچه گلدواتر در آریزونا
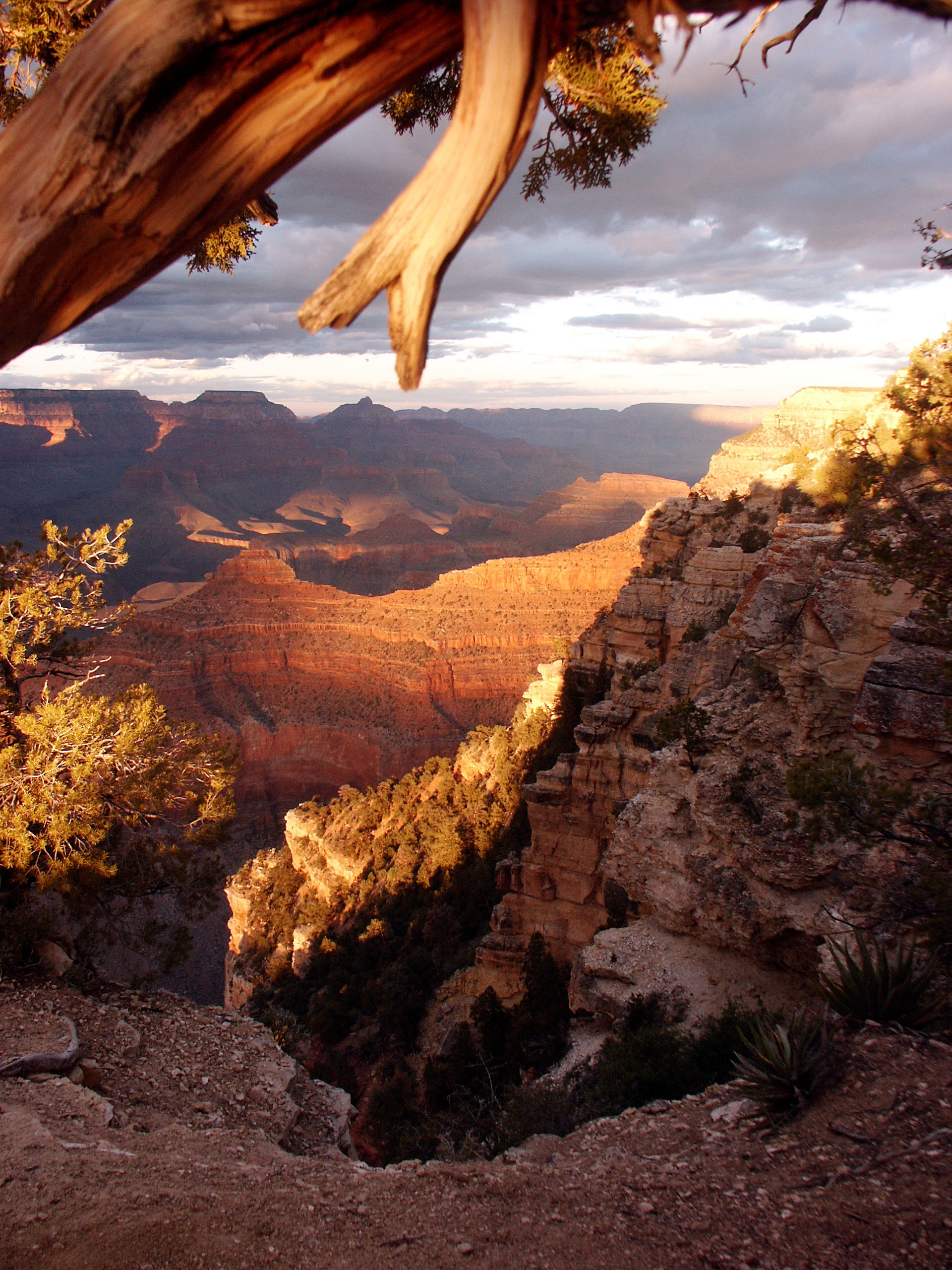
زیبایی منحصر به‌فرد گرند کنیون